# Katatonia
I Katatonia sono un gruppo musicale svedese attivo dai primi anni novanta.
Con l'album di debutto Dance of December Souls hanno contribuito a sviluppare, insieme ai Paradise Lost e agli Anathema, il genere death doom metal. Tuttavia, in un percorso di evoluzione iniziato con Discouraged Ones, il gruppo ha abbandonato la componente death per abbracciare il gothic metal, orientandosi successivamente verso il progressive metal e l'elettronica.

## Storia del gruppo

### Anni novanta

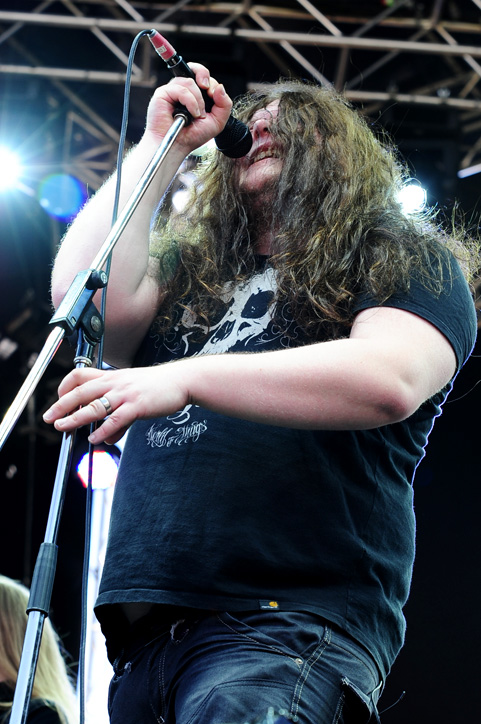
Jonas Renkse

I Katatonia nacquero agli inizi del 1991 per iniziativa del batterista e cantante Jonas "Lord Seth" Renkse e del chitarrista Anders "Blackheim" Nyström; i due fondarono già un primo gruppo tra il 1987 e il 1988 (che assunse come nomi Decomposed, Entity e Melancholium) ma che sciolsero a causa di continui cambi di formazione. Accomunati dagli stessi interessi musicali ed influenzati da gruppi come Tiamat, Paradise Lost, The Sisters of Mercy e Fields of the Nephilim, il duo realizzò nel 1992 il primo demo Jhva Elohim Meth, che catturò l'attenzione dell'etichetta indipendente No Fashion Records che propose loro un contratto discografico per la pubblicazione di un album. Arruolato Guillaume "Israphel Wing" Le Huche come bassista, i Katatonia pubblicarono nel 1993 Dance of December Souls, considerato dalla critica specializzata come uno dei più influenti esempi di death doom metal con influenze black metal (specialmente nel comparto vocale) e sonorità darkwave.
Con il successivo fallimento dell'etichetta, verso la fine del 1994 il gruppo entrò in una crisi che culminò con l'abbandono di Le Huche e Renkse, il secondo dei quali maggiormente propenso a voler suonare materiale differente e che lo spinse a fondare gli October Tide. Prima dell'effettiva pausa il trio ebbe modo di registrare nuovo materiale: i primi due brani, Black Erotica e The Love of the Swan, furono incisi nel mese di giugno e pubblicati nella raccolta W.A.R. Compilation - Volume One della svedese Wrong Again Records, mentre a settembre 1994 composero quattro brani successivamente raccolti nell'EP del 1995 For Funerals to Come..., il primo ad uscire sotto l'etichetta italiana Avantgarde Music. Nyström, terminati i propri impegni con il progetto parallelo Diabolical Masquerade, convinse Renkse a riprendere in mano il progetto Katatonia e insieme realizzarono il secondo album Brave Murder Day, che elimina le iniziali sonorità black metal in favore di uno stile più gothic metal; anche sul piano vocale sono presenti novità, con Renkse che fa uso del solo cantato pulito (quello death venne invece affidato a Mikael Åkerfeldt degli Opeth, amico del gruppo). L'uscita di Brave Murder Day venne accompagnata dal primo tour europeo del gruppo come gruppo-spalla agli In the Woods.... La collaborazione con Åkerfeldt si rinnovò con l'EP Sounds of Decay, uscito nel 1997.
Il 1998 vide l'uscita del terzo album Discouraged Ones, caratterizzato da sonorità più accessibili e brani che seguono la forma canzone. Terminato il contratto con la Avantgarde Music, il gruppo firmò nel 1999 con la Peaceville Records e pubblicò il quarto album in studio Tonight's Decision, un album che anticipa gran parte del rinnovamento stilistico dei Katatonia.

### Anni 2000

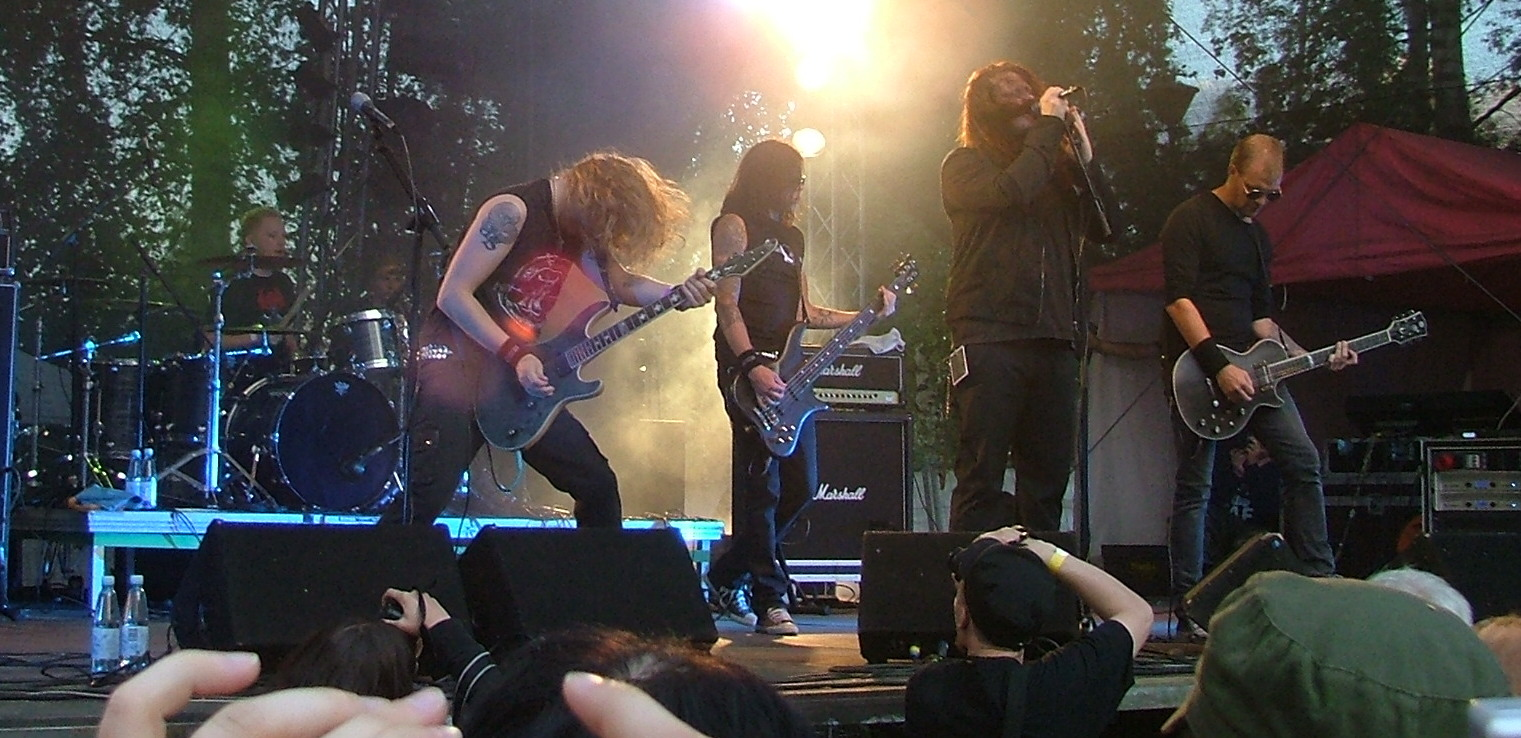
I Katatonia al Rockcock Musicfestival a Kuopio nel 2008

Nell'aprile del 2000 il gruppo registrò il quinto album Last Fair Deal Gone Down, accompagnato dall'EP Teargas EP e dal singolo Tonight's Music, oltre a una tournée europea come gruppo spalla degli Opeth.
Nel 2003 fu la volta del sesto album Viva Emptiness, con il quale i Katatonia proposero uno stile musicale più vicino al progressive metal con i caratteristici cambi di tempo e l'alternarsi di sezioni melodiche ad altre più pesanti. Pur essendo stato acclamato dalla critica specializzata, il gruppo non si ritenne mai soddisfatto del missaggio, ripubblicando dieci anni più tardi una nuova edizione remixata, rimasterizzata e con nuove parti di tastiera. Viva Emptiness fu inoltre promosso da un'estesa tournée europea svoltasi nella primavera 2003.
Il settimo album del gruppo, The Great Cold Distance, venne anticipato dal singolo My Twin e fu oggetto di un'imponente campagna promozionale organizzata dalla Peaceville. L'album vendette oltre 50 000 copie nei primi sei mesi successivi alla pubblicazione e permise ai Katatonia di affrontare un tour europeo condiviso con i Novembre e, per la prima volta in carriera, uno negli Stati Uniti d'America come gruppo-spalla dei Moonspell.
Il 2 novembre 2009 uscì l'ottavo album Night Is the New Day, caratterizzato da un ampio uso di strumentazione elettronica. Il 22 dicembre seguente i fratelli Fredrik e Mattias Norrman hanno annunciato il proprio abbandono dai Katatonia per dedicarsi alle proprie famiglie, venendo pertanto sostituiti da Per Eriksson alla chitarra e Niklas Sandin al basso.

### Anni 2010

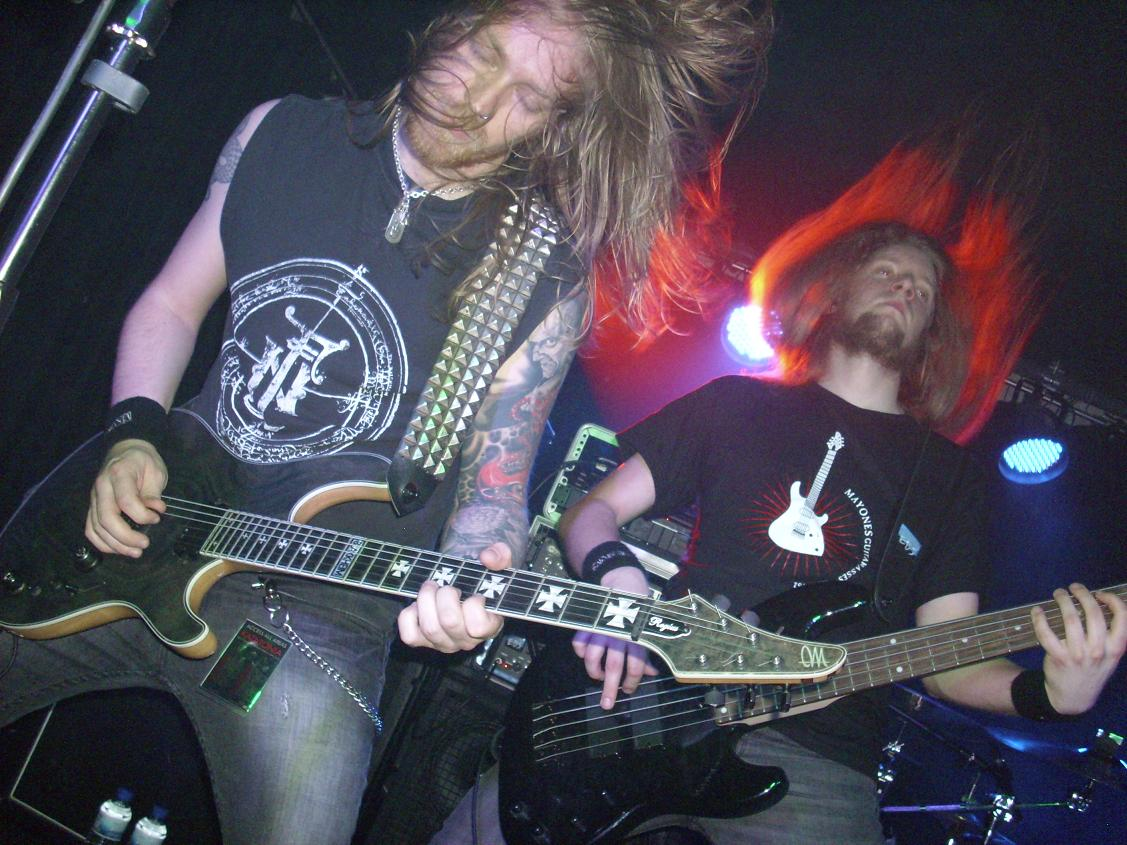
Anders Nyström e Niklas Sandin in concerto a Madrid nel 2010

Il 27 agosto 2012 i Katatonia hanno pubblicato il nono album in studio Dead End Kings, nuovamente prodotto da Nyström e Renkse e caratterizzato da un'ulteriore sperimentazione verso nuovi generi, pur mantenendo le sonorità tipiche del gruppo. L'anno seguente è stato presentato Dethroned & Uncrowned, rivisitazione di Dead End Kings in chiave acustica.
Il 21 febbraio 2014 il gruppo ha annunciato l'abbandono di Per Eriksson dalla formazione in comune accordo a seguito di «differenze di vedute nell'attuale operato» e anche a causa della decisione del chitarrista di trasferirsi a Barcellona, rendendo di fatto problematica la situazione in termini di collaborazione; al suo posto è stato chiamato in via provvisoria Bruce Soord per concludere le date della tournée in supporto a Dethroned & Uncrowned. Il successivo 17 aprile 2014, dopo 15 anni di permanenza, anche Daniel Liljekvist ha abbandonato i Katatonia per dedicarsi alla propria famiglia; il posto di batterista è stato ricoperto da Daniel Moilanen, dapprima in qualità di turnista e in seguito confermato come componente ufficiale della formazione il 9 novembre 2015.
Verso il termine delle sessioni di registrazione del decimo album, i Katatonia hanno annunciato l'ingresso in formazione di Roger Öjersson, che ha preso parte ad alcuni brani dell'album stesso. Intitolato The Fall of Hearts, quest'ultimo è stato pubblicato il 20 maggio 2016 ed è stato accolto positivamente dalla critica specializzata. Il disco è stato promosso nello stesso anno da una tournée europea che li ha visti supportati dagli Agent Fresco e dai Vola.
Nel dicembre 2017 il gruppo ha annunciato che sarebbe entrato in un periodo di pausa a breve termine al fine di «rivalutare ciò che il futuro ci riserva». Durante questo periodo, Renkse e Nyström sono ritornati nei Bloodbath per la realizzazione del quinto album The Arrow of Satan Is Drawn, uscito 26 ottobre 2018. Nel 2019 i Katatonia hanno annunciato la fine della pausa per ritornare ad esibirsi dal vivo in occasione dei dieci anni dall'uscita di Night Is the New Day, per l'occasione ripubblicato in edizione deluxe.

### Anni 2020
Il 24 aprile 2020 è uscito l'undicesimo album in studio City Burials, caratterizzato da sonorità che uniscono l'heavy metal degli esordi con il rock progressivo tipici delle pubblicazioni più recenti, il tutto influenzato da elementi elettronici. A causa della pandemia di COVID-19 i Katatonia non hanno potuto intraprendere alcun concerto al fine di promuovere l'album ma il 9 maggio ha tenuto un concerto in live streaming presso lo Studio Gröndahl di Stoccolma, la cui scaletta è stata votata dai fan. Tale esibizione è stata in seguito immortalata nell'album dal vivo Dead Air, pubblicato il successivo 13 novembre. Nel 2021 è stata pubblicata la raccolta Mnemosynean, volta a celebrare i 30 anni di carriera del gruppo e contenente tutte le bonus track e b-side dei vari album pubblicati fino a quel momento. Un'ulteriore antologia, commercializzata nel 2022, è rappresentata da Melancholium, cofanetto di sei cassette atte a racchiudere tutto il materiale inciso dal gruppo tra il 1991 e il 1997.
Il 23 giugno 2022 hanno annunciato la firma con la Napalm Records, terminando di fatto la collaborazione ultra ventennale con la Peaceville Records. La prima pubblicazione sotto la nuova etichetta è il singolo Atrium, presentato il 26 ottobre insieme al relativo video. Contemporaneamente è stato annunciato anche il dodicesimo album, intitolato Sky Void of Stars e uscito il 20 gennaio 2023. Il 2023 ha inoltre segnato il ritorno del gruppo in tour dopo la pausa forzata dovuta alla pandemia, esibendosi in Europa assieme ai Sólstafir. Ad esso non ha potuto prendere parte Anders Nyström a causa di motivi familiari, venendo pertanto sostituito da Nico Elgstrand. L'assenza di Nyström è tuttavia proseguita per il resto dell'anno e in quello seguente, venendo rimpiazzato nuovamente da Elgstrand o da basi registrate. Medesima sorte è toccata anche all'altro chitarrista Roger Öjersson, rimpiazzato nei concerti da Sebastian Svalland.
L'uscita dalla formazione di Nyström è stato comunicata soltanto il 17 marzo 2025 e motivata da Renkse come «una decisione che non è stata presa alla leggera, ma che è diventata un'opzione necessaria per permettere a tutti di prosperare e andare avanti con le proprie preferenze creative e i propri impegni personali». Nyström, dopo un comunicato iniziale diffuso dal gruppo in cui spiegava che la sua uscita era dovuta all'impossibilità di poter riproporre dal vivo il repertorio più datato del gruppo (accantonato da svariati anni in favore di quello più recente), ha rivelato che sia lui che Öjersson sono stati costretti ad abbandonare il gruppo, dando la colpa all'impossibilità di comunicazione con Renkse.
Promossi Elgstrand e Svalland come chitarristi permanenti della formazione, l'8 aprile 2025 i Katatonia hanno annunciato il tredicesimo album Nightmares as Extensions of the Waking State e diffuso nello stesso giorno il singolo Lilac.

## Formazione
Attuale
- Jonas Renkse – voce (1991-1994, 1995-presente), batteria (1991-1994, 1995-1999), chitarra e tastiera (solo in studio; 2003-2016)
- Niklas Sandin – basso (2009-presente)
- Daniel Moilanen – batteria (2015-presente)
- Nico Elgstrand – chitarra (2025-presente; turnista 2023-2024)
- Sebastian Svalland – chitarra (2025-presente; turnista 2023-2024)

Ex componenti
- Guillaume Le Huche – basso (1993-1994)
- Mikael Oretoft – basso (1997)
- Fredrik Norrman – chitarra solista e ritmica (1994-2009)
- Mattias Norrman – basso (1999-2009)
- Per Eriksson – chitarra solista e ritmica (2009-2014)
- Daniel Liljekvist – batteria (1999-2015)
- Roger Öjersson – chitarra, cori (2016-2024)
- Anders Nyström – chitarra, tastiera, cori (1991-2025), basso (1991-1992)

Turnisti
- Kristian Poock – chitarra (1993)
- Mikael Åkerfeldt – voce (1997)
- Bruce Soord – chitarra, cori (2014)

## Discografia

### Album in studio
- 1993 – Dance of December Souls
- 1996 – Brave Murder Day
- 1998 – Discouraged Ones
- 1999 – Tonight's Decision
- 2001 – Last Fair Deal Gone Down
- 2003 – Viva Emptiness
- 2006 – The Great Cold Distance
- 2009 – Night Is the New Day
- 2012 – Dead End Kings
- 2016 – The Fall of Hearts
- 2020 – City Burials
- 2023 – Sky Void of Stars
- 2025 – Nightmares as Extensions of the Waking State

### Album dal vivo
- 2007 – Live Consternation
- 2013 – Last Fair Day Gone Night
- 2015 – Sanctitude
- 2017 – The Great Cold Distance: Live in Bulgaria with the Orchestra of State Opera - Plovdiv
- 2020 – Dead Air

### Raccolte
- 2004 – Brave Yester Days
- 2005 – The Black Sessions
- 2013 – Introducing Katatonia
- 2021 – Mnemosynean
- 2022 – Melancholium

### Album di remix
- 2013 – Dethroned & Uncrowned